# Wiener AC
De Wiener Athletik Sport-Club (Wiener AC, WAC) is een Oostenrijkse sportclub uit de hoofdstad Wenen.

## Voetbal
De club werd in september 1896 opgericht, de voetbalafdeling bestaat sinds 14 oktober 1897. Al vroeg was de club succesvol, in de Tagblatt-Pokal, een voorloper van de huidige competitie die bestond van 1900 tot 1903 won de club alle drie de edities.
Ook de Challenge Cup, een vroege bekercompetitie werd drie keer gewonnen. In 1901 versloeg de club Slavia Praag in de finale met 1-0, twee jaar later moest de club de finale spelen tegen CAFC Vinohrady maar deze club trok zich terug zodat WAC de titel in de schoot geworpen kreeg. Het volgende seizoen won de club wel verdiend met 7-0 tegen Vienna Cricket and Football-Club.
Bij de allereerste officiële competitie in 1911/12 werd de club 4de achter Wiener AF. De club speelde 38 seizoenen in de hoogste klasse. Begin jaren 70 sloot de club zich aan bij Austria Wien en voor enkele seizoenen werd onder de naam FK Austria/WAC gespeeld tot het seizoen 1976/77. Dan werd de fusie opgeheven en verdween WAC van het Oostenrijkse toneel. In 1983 werd de club heropgericht.
In 2002 werd de club overgenomen en werd omgedoopt in FK Rad Friendly Systems en daarna FC Fireball United. Sinds 2002 neemt de club ook niet meer aan de competitie deel en speelt enkel nog in liefhebbersvoetbalverband.

## Erelijst
- Landskampioen in 1915
- Beker van Oostenrijk winnaar in 1931, 1959
- Challenge Cup winnaar in 1901, 1903, 1904
- Tagblatt-Pokal winnaar in 1901, 1902, 1903

## WAC in Europa
- Groep = groepsfase
- 1/4 = kwartfinale / 1/2 = halve finale
- F = finale

| Seizoen | Competitie | Ronde | Land                                      | Club                      | Score         |
| ------- | ---------- | ----- | ----------------------------------------- | ------------------------- | ------------- |
| 1931    | Mitropacup | 1/4   | Vlag van Hongarije (1915-1918, 1919-1946) | Hungária FC MTK Boedapest | 5-1, 1-3      |
|         |            | 1/2   | Vlag van Tsjechië                         | Sparta Praag              | 2-3, 4-3, 2-0 |
|         |            | F     | Vlag van Oostenrijk                       | First Vienna FC           | 2-3, 1-2      |
| 1960    | Mitropacup | Groep | Vlag van Joegoslavië                      | Vojvodina Novi Sad        | 2-2, 0-5      |

## Hockey
De hockeyafdeling is opgericht in 1900 en is in Oostenrijk zeer succesvol. Ook werd de club tweemaal derde bij de Europacup Zaalhockey.

### Erelijst
- Heren
  - 19 x Oostenrijks kampioen
  - 15 x Oostenrijks zaalhockey kampioen

- Dames
  - 16 x Oostenrijks kampioen
  - 7 x Oostenrijks zaalhockey kampioen